# Kailua (comtat d'Honolulu)
Kailua és una concentració de població designada pel cens del Comtat d'Honolulu a l'estat d'Hawaii dels Estats Units d'Amèrica.

## Demografia
Segons el cens dels Estats Units del 2000 tenia 36.513 habitants, 12.229 habitatges, i 9.324 famílies La densitat de població era de 2121,94 habitants per km².
Dels 12.229 habitatges en un 32,1% hi vivien nens de menys de 18 anys, en un 59,2% hi vivien parelles casades, en un 12,2% dones solteres, i en un 23,8% no eren unitats familiars. En el 16,6% dels habitatges hi vivien persones soles el 6,0% de les quals corresponia a persones de 65 anys o més que vivien soles. El nombre mitjà de persones vivint en cada habitatge era de 2,98 i el nombre mitjà de persones que vivien en cada família era de 3,33.
Per edats la població es repartia de la següent manera: un 24,1% tenia menys de 18 anys, un 7,3% entre 18 i 24, un 28,6% entre 25 i 44, un 26,3% de 45 a 64 i un 13,7% 65 anys o més.
L'edat mediana era de 39,1 anys. Per cada 100 dones hi havia 97,95 homes. Per cada 100 dones de 18 o més anys hi havia 95,43 homes.
La renda mediana per habitatge era de 72.784 $ i la renda mediana per família de 79.118 $. Els homes tenien una renda mediana de 46.789 $ mentre que les dones 35.612 $. La renda per capita de la població era de 29.299 $. Aproximadament el 3,3% de les famílies i el 5,4% de la població estaven per davall del llindar de pobresa.

## Poblacions properes
El següent diagrama mostra les poblacions més properes.